# Calea ferată îngustă Turda–Abrud
Calea ferată Turda-Abrud este o cale ferată cu ecartament îngust ce face legătura între localitățile Turda (județul Cluj) și Abrud (județul Alba). Linia are o lungime de 93 km și a fost construită în perioada 1891-1912, fiind inaugurată oficial pe 20 iunie 1912. Principalele localități deservite sunt Turda, Baia de Arieș, Câmpeni, Roșia Montană și Abrud.
Special pentru această cale ferată cu ecartament îngust de 760 mm, în 1911 s-au comandat 11 locomotive, 22 de vagoane de pasageri, 8 vagoane pentru conductori și poștă și 93 de vagoane tip marfă, inclusiv piese de schimb pentru un total de 1 413 000 coroane. Locomotivele au fost comandate de la fabrica de vagoane a MÁV (Căile Ferate Maghiare), vagoanele de la fabrica Schlick, de la industria metalurgică maghiară-belgiană, de la fabricile Roessemann și Kühnemann și de la fabricile Orenstein și Koppel.
Traseul liniei începe din zona industrială a orașului Turda, în apropiere de fabrica de sticlă. De la Turda până la Câmpeni, calea ferată merge paralel cu Arieșul, dar și cu șoseaua DN75 Turda-Câmpeni pe care o traversează prin 22 de treceri la nivel cu sau fără barieră. În localitatea Câmpeni, calea ferată părăsește valea Arieșului și șoseaua, intrând pe valea Abrudului și mergând paralel cu DN74A Câmpeni-Abrud. Traseul liniei se încheie la intrarea în orașul Abrud.
Linia a fost folosită atât pentru transportul călătorilor cât și pentru transportul de marfă, cum ar fi lemnul exploatat în Munții Apuseni. Traficul pe acest tronson a fost închis în anul 1997 din cauza nerentabilității iar o parte din calea ferată a fost dezafectată. În ultimii ani, pe acest tronson circulau trei perechi de trenuri zilnic: un accelerat și două personale. Trenul circula cu o viteză maximă de 40 km/h iar trenul personal parcurgea acest tronson în șase ore și jumătate, oprind în toate stațiile, dar și între stații dacă pasagerii ocazionali făceau semne cu mâna.
În prezent se mai organizează curse ocazionale între Abrud și Câmpeni, pe o lungime de 11 km, cu trenuri de tip Mocăniță. În anul 2006, la solicitarea Consiliului Județean Alba, sectorul căii ferate situat pe teritoriul județului Alba, între localitățile Abrud și Vidolm, a fost declarat monument istoric. În anul 2014 întregul traseu al căii ferate a fost declarat monument istoric. Prin includerea tronsonului în patrimoniul național se preconizează reabilitarea întregului traseu în următorii ani cu fonduri europene.
În ianuarie 2019 s-a redeschis circulației un sector al căii ferate, între Lunca Arieș și Sălciua, pe o lungime de 9 km. Proiectul a fost derulat de Cristian Răspopa, un om de afaceri din Târgu Mureș, care intenționează să redeschidă în scop turistic circulația pe sectorul cuprins între Lunca Arieș și Baia de Arieș.

## Galerie foto

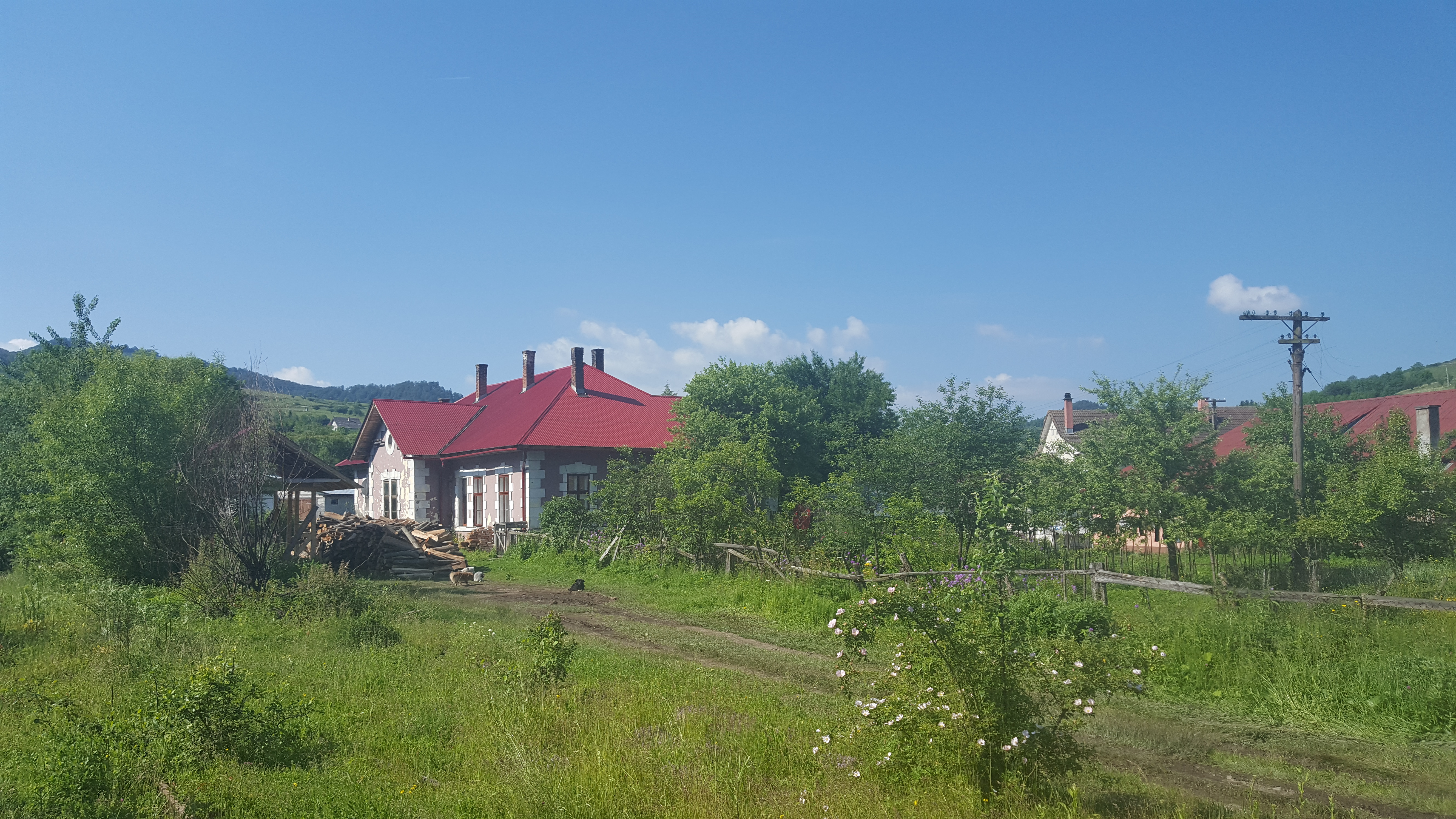
Stația Abrud
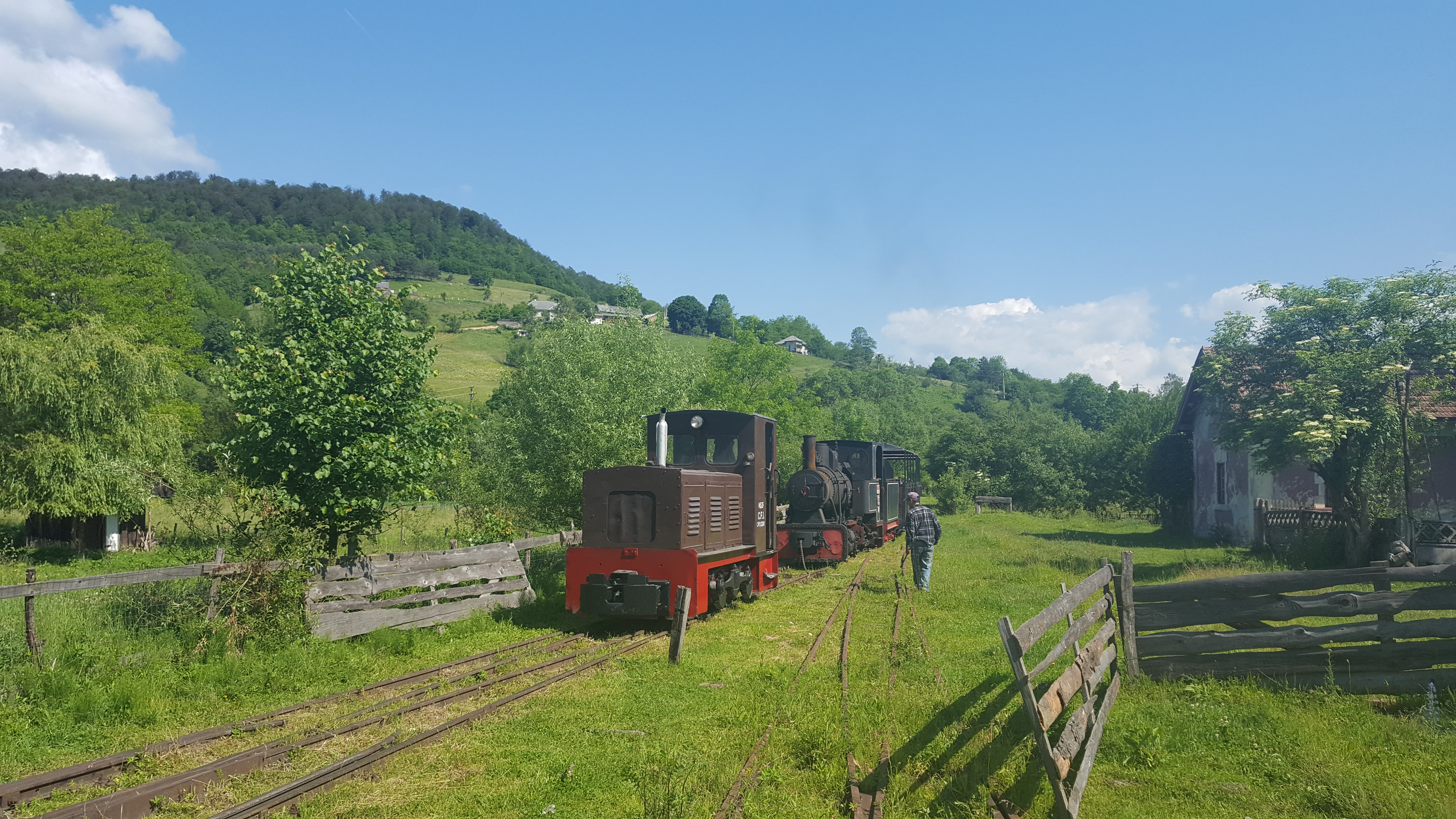
Activitate în stația Abrud
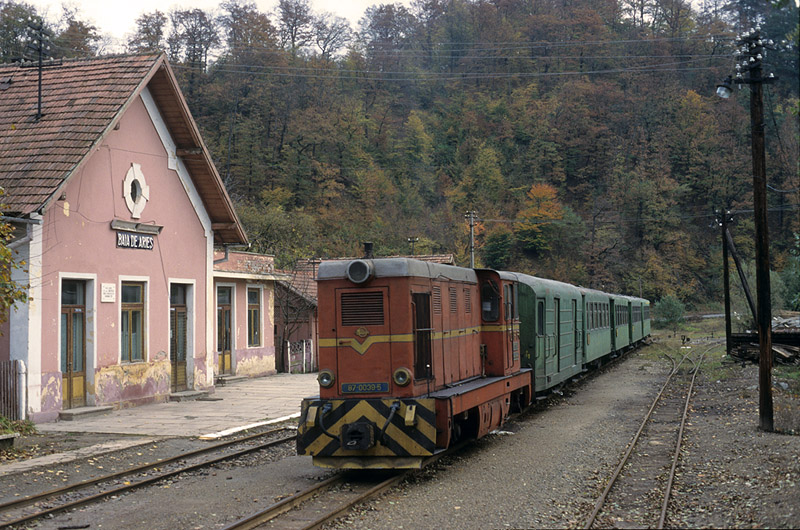
Tren în stația Baia de Arieș (1997)
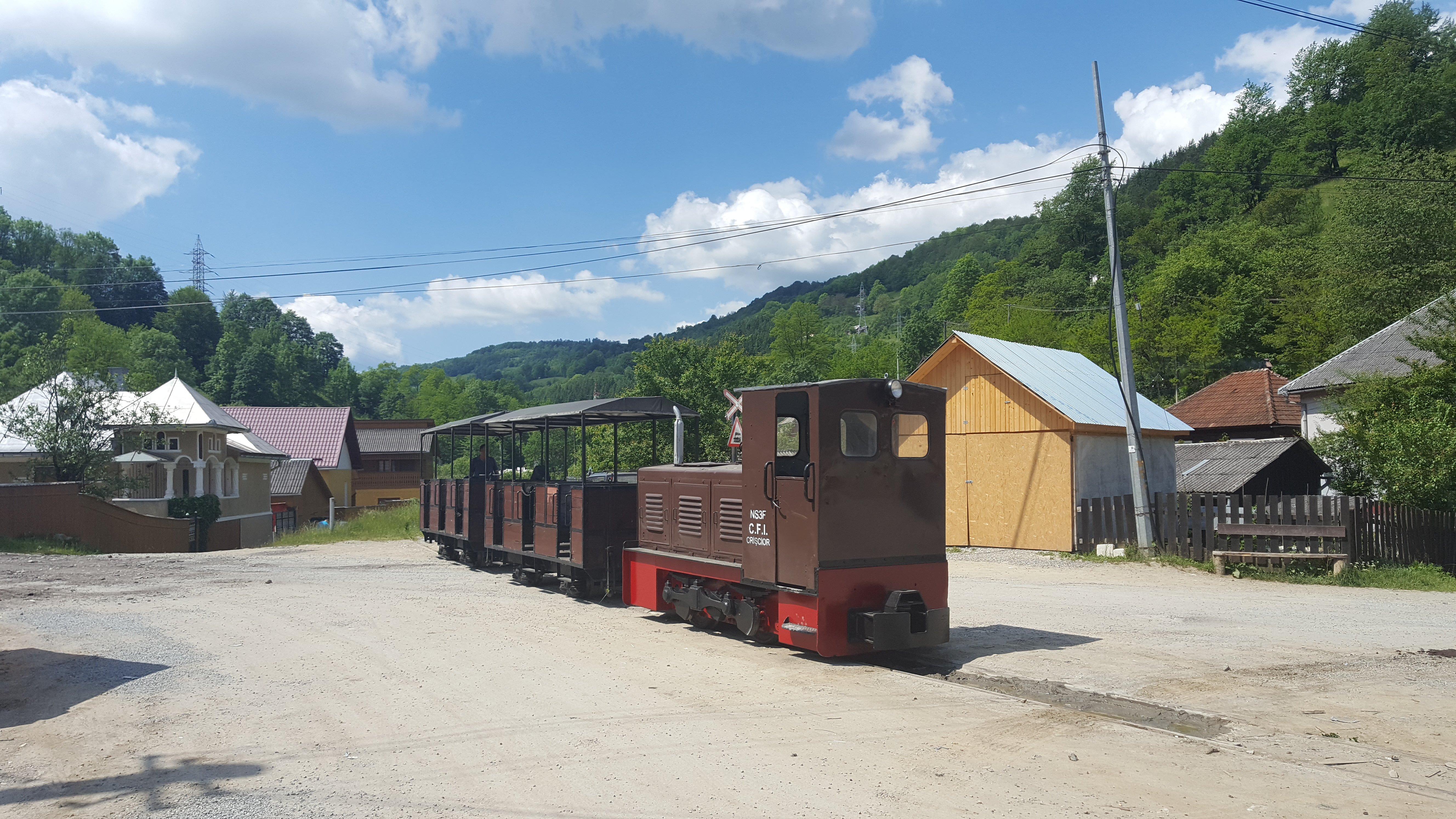
Activitate în Câmpeni
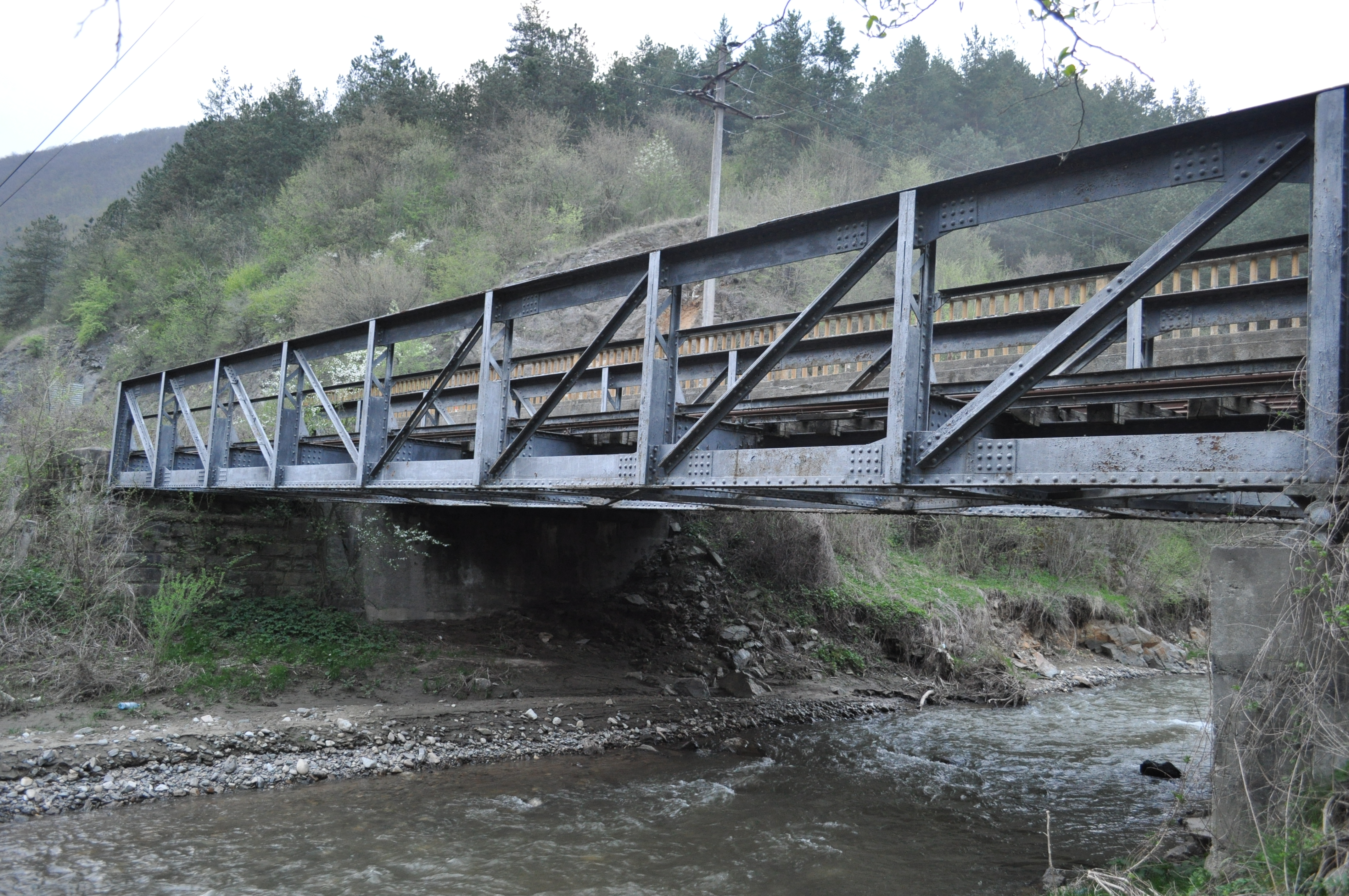
Pod
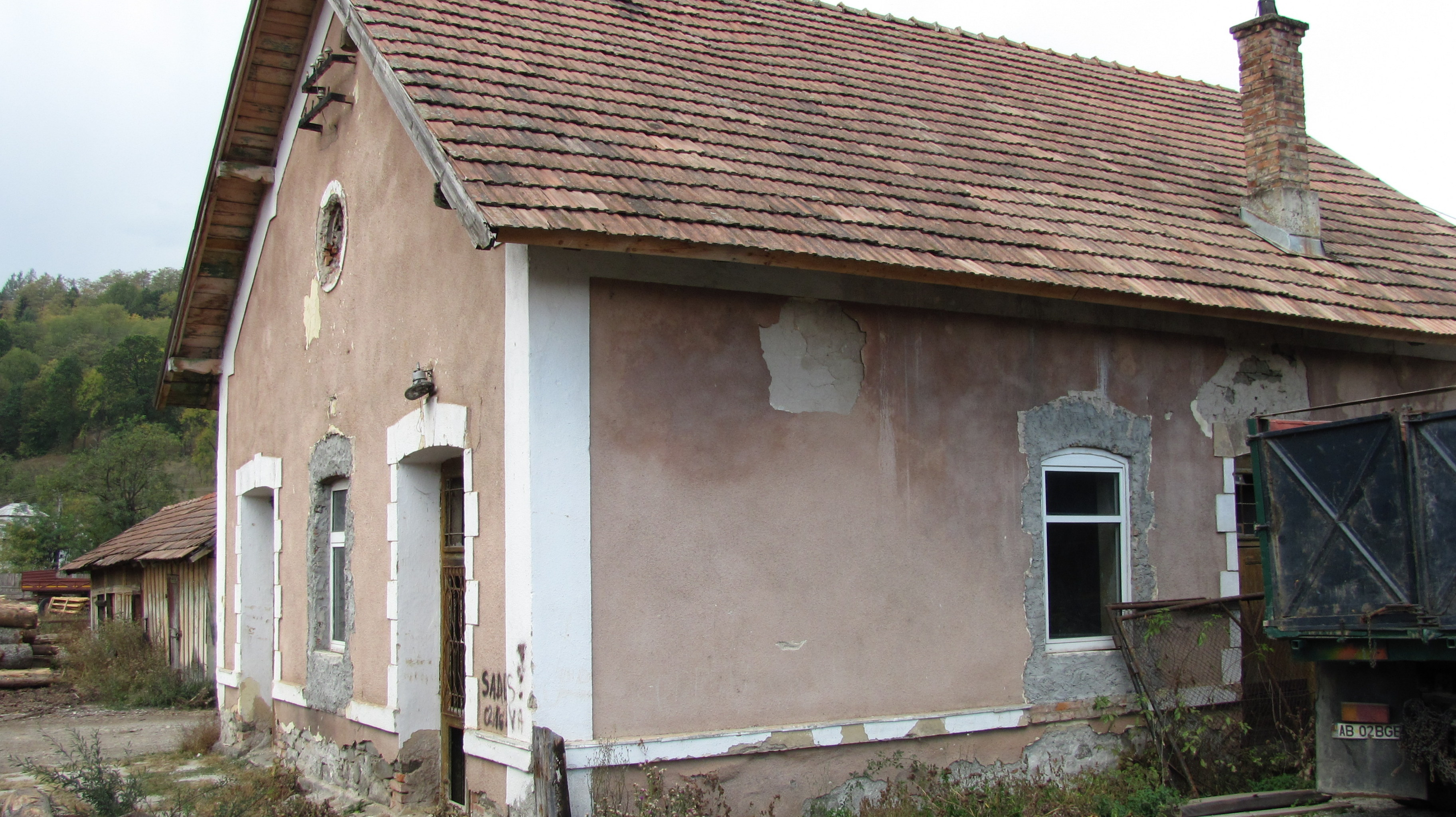
Clădirea haltei Bistra
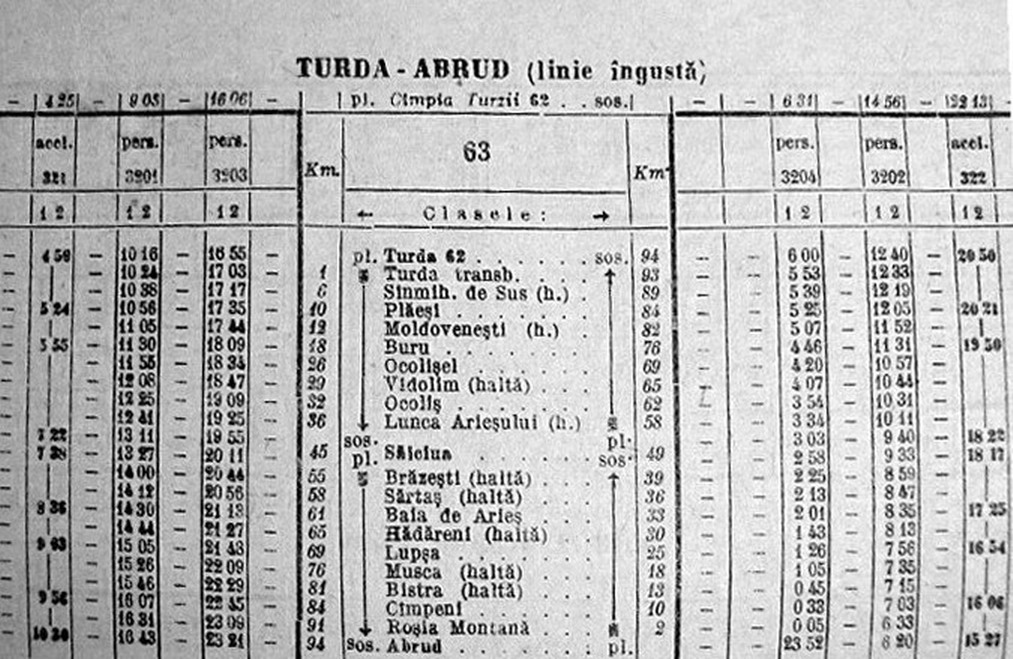
Calea ferată Turda-Abrud în Mersul Trenurilor din 1960